# Unione Polisportiva Comunale Letti Cosatto Tavagnacco 2003-2004
Questa voce raccoglie le informazioni riguardanti l'Unione Polisportiva Comunale Letti Cosatto Tavagnacco nelle competizioni ufficiali della stagione 2003-2004.

## Stagione
La nuova stagione della società, che vede affiancata nuovamente dallo sponsor principale Letti Cosatto, rinnova l'accordo nella sezione tecnica, con la panchina affidata nuovamente a Nello Marano che aveva guidato la squadra nelle ultime due giornate di campionato della precedente stagione e l'aveva portata alla salvezza. La rosa viene confermata quasi integralmente, con l'inserimento di alcuni elementi, che già avevano vestito la maglia del Tavagnacco, nei reparti difensivo e di centrocampo.
La prima parte del campionato si rivela ostica, con la squadra che fatica ad uscire dalla parte bassa della classifica e che al giro di boa si ritrova con soli 10 punti, frutto di due sole vittorie, quattro pareggi e sei sconfitte. Questo si ripercuote sulla decisione della società di sollevare dall'incarico Mariano, sostituito dalla 14ª giornata e per i primi incontri di Coppa Italia da Laura Mariano. Ciò nonostante la nuova allenatrice non riesce a ottenere migliori risultati, con una vittoria in meno e un pareggio in più rispetto al suo predecessore nella fase finale del campionato e che, sebbene guadagni 5 punti nelle ultime tre giornate, rispettivamente un prestigioso pareggio con l'ACF Milan e la vittoria in trasferta sulle dirette concorrenti nella lotta per la salvezza, il Como 2000, il pareggio con la Reggiana alla 26ª e ultima giornata premia quest'ultima e condanna alla retrocessione la squadra friulana.
In Coppa il Tavagnacco viene superato al quinto turno dall'Agliana, ai tiri di rigore dopo che i tempi regolamentari erano terminati con due reti per parte, ma poi ripescato a completamento organico, come migliore tra le sconfitte al turno precedente, ai danni della Reggiana. Ai quarti di finale trova però una delle squadre più competitive della stagione, le sassaresi della Torres Terra Sarda che nell'incontro casalingo dell'8 aprile 2004 sovrastano le ospiti vincendo con il netto risultato di 9 reti a zero, eliminandole definitivamente dal torneo.

## Rosa
| N. |                   | Ruolo | Calciatrice        |
| -- | ----------------- | ----- | ------------------ |
|    | Italia (bandiera) | P     | Eleonora Buiatti   |
|    | Italia (bandiera) | P     | Cristina Magnani   |
|    | Italia (bandiera) | P     | Cristina Marcutti  |
|    | Italia (bandiera) | D     | Pamela Domini      |
|    | Italia (bandiera) | D     | Stefania Donà      |
|    | Italia (bandiera) | D     | Elisa Lavia        |
|    | Italia (bandiera) | D     | Mattielig          |
|    | Italia (bandiera) | D     | Michela Martinelli |
|    | Italia (bandiera) | D     | Laura Minisini     |
|    | Italia (bandiera) | D     | Sara Piva          |
|    | Italia (bandiera) | D     | Giorgia Simonato   |

| N. |                   | Ruolo | Calciatrice         |
| -- | ----------------- | ----- | ------------------- |
|    | Italia (bandiera) | C     | Debora Bucovaz      |
|    | Italia (bandiera) | C     | Tiziana Delli Zotti |
|    | Italia (bandiera) | C     | Sara Di Filippo     |
|    | Italia (bandiera) | C     | Elena Pezzarini     |
|    | Italia (bandiera) | C     | Diasnia Simeoni     |
|    | Italia (bandiera) | C     | Elena Stabile       |
|    | Italia (bandiera) | C     | Laura Tommasella    |
|    | Italia (bandiera) | A     | Nicoletta Bedin     |
|    | Italia (bandiera) | A     | Paola Bologna       |
|    | Angola (bandiera) | A     | Maria Ana José      |
|    | Italia (bandiera) | A     | Ilaria Mauro        |

## Calciomercato

### Sessione estiva
| Acquisti | Acquisti            | Acquisti        | Acquisti   |
| R.       | Nome                | da              | Modalità   |
| -------- | ------------------- | --------------- | ---------- |
| P        | Nicoletta Bedin     | ???             | svincolata |
| D        | Laura Minisini      | ???             | svincolata |
| C        | Laura Tommasella    | Vittorio Veneto | svincolata |
| C        | Tiziana Delli Zotti | ???             | svincolata |

| Cessioni | Cessioni         | Cessioni  | Cessioni   |
| R.       | Nome             | a         | Modalità   |
| -------- | ---------------- | --------- | ---------- |
| D        | Maruska Bernardi | ACF Milan | svincolata |

### Sessione invernale
| Acquisti | Acquisti | Acquisti | Acquisti |
| R.       | Nome     | da       | Modalità |
| -------- | -------- | -------- | -------- |
|          |          |          |          |

| Cessioni | Cessioni         | Cessioni        | Cessioni   |
| R.       | Nome             | a               | Modalità   |
| -------- | ---------------- | --------------- | ---------- |
| P        | Cristina Magnani | Graph. Campagna | svincolata |

## Risultati

### Serie A

#### Girone di andata
| Arbitro: | Benelli (Rimini) |

|  |           |                                  |
|  | Marcatori | 6’, 44’, 57’ Guarino 85’ Placchi |

| Verona 20 settembre 2003, ore 16:00 CEST 2ª giornata                                            | Foroni Verona | 5 – 1 referto | Letti Cosatto Tavagnacco |  |
| \| \| \| \| \| Gazzoli 13’, 36’, 40’ Brumana 53’ Mad. Gozzi 88’ \| Marcatori \| 16’ Ana Josè \| |               |               |                          |  |
|                                                                                                 |               |               |                          |  |
| Gazzoli 13’, 36’, 40’ Brumana 53’ Mad. Gozzi 88’                                                | Marcatori     | 16’ Ana Josè  |                          |  |

| Arbitro: | Grazioli (Maniago) |

|                              |           |                            |
| Bedin 11’ Stabile 46’ (rig.) | Marcatori | 12’ Panico 36’, 63’ Pasqui |

| Arbitro: | De Nitto (Brindisi) |

|             |           |              |
| Novelli 67’ | Marcatori | 82’ Minisini |

| Arbitro: | Grazioli (Maniago) |

|              |           |  |
| Simonato 46’ | Marcatori |  |

| Arbitro: | De Toni (Schio) |

|                      |           |                                   |
| Zangao 12’ Croce 51’ | Marcatori | 7’, 90’ José 62’ Bologna 73’ Piva |

| Arbitro: | Elice (Castelfranco Veneto) |

|                        |           |                |
| Delli Zotti 48’ (rig.) | Marcatori | 10’, 34’ Bruno |

| Arbitro: | Bergamaschi (Milano) |

|              |           |             |
| Paliotti 64’ | Marcatori | 45’ Bologna |

| Arbitro: | Revelant (Tolmezzo) |

|                 |           |               |
| Delli Zotti 10’ | Marcatori | 43’ Ciardelli |

6 dicembre 2003, 10ª giornata: il Letti Cosatto Tavagnacco riposa.
| Arbitro: | Pallabazzer (Torino) |

|                       |           |  |
| Ulivi 5’ Costanzo 69’ | Marcatori |  |

| Arbitro: | Lazzaretto (Schio) |

|             |           |         |
| Bologna 44’ | Marcatori | 2t’ ??? |

| Arbitro: | Rinaldi (Milano) |

|                         |           |                |
| Costi 24’ Marchetti 84’ | Marcatori | 3’ Delli Zotti |

#### Girone di ritorno
| Sassari 17 gennaio 2004, ore 14:30 CET 14ª giornata | Torres Terra Sarda   | 0 – 0 referto | Letti Cosatto Tavagnacco | Stadio comunale Latte Dolce (ca. 200 spett.)\| Arbitro: \| Carrucciu (Cagliari) \| |
| Arbitro:                                            | Carrucciu (Cagliari) |               |                          |                                                                                    |

| Arbitro: | D'Alessio (Forlì) |

|          |           |                                                                     |
| Piva 28’ | Marcatori | 38’ Tavalazzi 45+2’, 62’ Gazzoli 65’ Tagliacarne 77’, 90+3’ Placchi |

| Roma 31 gennaio 2004, ore 14:30 CET 16ª giornata | A.D. Decimum Lazio    | 0 – 0 referto | Letti Cosatto Tavagnacco | Stadio Tre Fontane\| Arbitro: \| Santoro (Battipaglia) \| |
| Arbitro:                                         | Santoro (Battipaglia) |               |                          |                                                           |

| Tavagnacco 7 febbraio 2004, ore 14:30 CET 17ª giornata | Letti Cosatto Tavagnacco | 0 – 1 referto | Fiammamonza | Stadio comunale |
| \| \| \| \| \| \| Marcatori \| 2t’ Österle \|          |                          |               |             |                 |
|                                                        |                          |               |             |                 |
|                                                        | Marcatori                | 2t’ Österle   |             |                 |

| 9 marzo 2004, ore 14:30 CET 18ª giornata | Torino             | 2 – 1 referto | Letti Cosatto Tavagnacco | \| Arbitro: \| Callegaro (Biella) \| |
| Arbitro:                                 | Callegaro (Biella) |               |                          |                                      |

| Tavagnacco 28 febbraio 2004, ore 14:30 CET 19ª giornata | Letti Cosatto Tavagnacco | 0 – 2 referto   | Bardolino Verona | Stadio comunale |
| \| \| \| \| \| \| Marcatori \| 35’, 81’ Zangao \|       |                          |                 |                  |                 |
|                                                         |                          |                 |                  |                 |
|                                                         | Marcatori                | 35’, 81’ Zangao |                  |                 |

| 6 marzo 2004, ore 15:00 CET 20ª giornata | Vallassinese Holcim  | 0 – 0 referto | Letti Cosatto Tavagnacco | \| Arbitro: \| Bergamaschi (Milano) \| |
| Arbitro:                                 | Bergamaschi (Milano) |               |                          |                                        |

| Arbitro: | Barbiero (Vicenza) |

|                             |           |                                     |
| Delli Zotti 1t’ Bucovaz 17’ | Marcatori | 2t’, 2t’ Dapor 70’ (rig.) D'Alessio |

| Arbitro: | Arcangioli (Viareggio) |

|                             |           |  |
| Colombino 40’ Fuselli 90+1’ | Marcatori |  |

3 aprile 2004, 23ª giornata: il Letti Cosatto Tavagnacco riposa.
| Arbitro: | Boglione (Pordenone) |

|                         |           |                      |
| Bologna 34’ Bucovaz 90’ | Marcatori | 25’ Ulivi 39’ Panico |

| Arbitro: | Pizzi (Saronno) |

|                       |           |                                  |
| Illiano 13’ Ricco 62’ | Marcatori | 3’ Bologna 45’ Simonato 73’ José |

| Arbitro: | Caneve (Pordenone) |

|                 |           |            |
| Delli Zotti 52’ | Marcatori | 89’ Prandi |

### Coppa Italia
| Arbitro: | Vassanelli (Verona) |

|                |           |                                       |
| Meneghelli 69’ | Marcatori | 20’ Mauro 45’ (rig.), 78’ Delli Zotti |

| Tavagnacco 14 febbraio 2004, ore 15:00 CET Quinto turno                                                                       | Letti Cosatto Tavagnacco | 2 – 2 (d.t.s.) referto    | Agliana | Stadio comunale |
| \| \| \| \| \| Di Filippo 7’ (rig.) Stabile 2t’ \| Marcatori \| 31’ Ugolini 2t’ Ciardelli \| \| \| Tiri di rigore 3 – 4 \| \| |                          |                           |         |                 |
| |                          |                           |         |                 |
| Di Filippo 7’ (rig.) Stabile 2t’                                                                                              | Marcatori                | 31’ Ugolini 2t’ Ciardelli |         |                 |
| | Tiri di rigore 3 – 4     |                           |         |                 |

| Arbitro: | Moi (Tortolì) |

|                                                                                  |           |  |
| Guarino 9’, 18’ Tona 10’ Pintus 28’, 60’ (rig.) Pedersen 40’, 83’, 87’ Conti 50’ | Marcatori |  |

## Statistiche

### Statistiche di squadra
| Competizione | Punti | In casa | In casa | In casa | In casa | In casa | In casa | In trasferta | In trasferta | In trasferta | In trasferta | In trasferta | In trasferta | Totale | Totale | Totale | Totale | Totale | Totale | DR  |
| Competizione | Punti | G       | V       | N       | P       | Gf      | Gs      | G            | V            | N            | P            | Gf           | Gs           | G      | V      | N      | P      | Gf     | Gs     | DR  |
| ------------ | ----- | ------- | ------- | ------- | ------- | ------- | ------- | ------------ | ------------ | ------------ | ------------ | ------------ | ------------ | ------ | ------ | ------ | ------ | ------ | ------ | --- |
| Serie A      | 18    | 12      | -       | -       | -       | -       | -       | 12           | -            | -            | -            | -            | -            | 24     | 3      | 9      | 12     | 24     | 45     | -21 |
| Coppa Italia | -     | 1       | 0       | 1       | 0       | 2       | 2       | 2            | 1            | 0            | 1            | 3            | 10           | 3      | 1      | 1      | 1      | 5      | 12     | -7  |
| Totale       | -     | 13      | -       | -       | -       | -       | -       | 13           | -            | -            | -            | -            | -            | 27     | 4      | 10     | 13     | 29     | 57     | -26 |

### Andamento in campionato
| Giornata  | 1 | 2 | 3 | 4 | 5 | 6  | 7 | 8 | 9  | 10 | 11 | 12 | 13 | 14 | 15 | 16 | 17 | 18 | 19 | 20 | 21 | 22 | 23 | 24 | 25 | 26 |
| --------- | - | - | - | - | - | -- | - | - | -- | -- | -- | -- | -- | -- | -- | -- | -- | -- | -- | -- | -- | -- | -- | -- | -- | -- |
| Luogo     | C | T | C | T | C | T  | C | T | C  | -  | T  | C  | T  | T  | C  | T  | C  | T  | C  | T  | C  | T  | -  | C  | T  | C  |
| Risultato | P | P | P | N | V | V  | P | N | N  | -  | P  | N  | P  | N  | P  | N  | P  | P  | P  | N  | P  | P  | -  | N  | V  | N  |
| Posizione |   |   |   |   |   | 11 |   |   | 10 |    | 10 |    | 9  |    |    | 10 | 12 |    |    | 11 |    | 11 | 12 | 12 | 12 | 12 |

Legenda:

Luogo: C = Casa; T = Trasferta. Risultato: V = Vittoria; N = Pareggio; P = Sconfitta.

### Statistiche delle giocatrici
| Giocatore      | Serie A  | Serie A | Serie A     | Serie A    | Coppa Italia | Coppa Italia | Coppa Italia | Coppa Italia | Totale   | Totale | Totale      | Totale     |
| Giocatore      | Presenze | Reti    | Ammonizioni | Espulsioni | Presenze     | Reti         | Ammonizioni  | Espulsioni   | Presenze | Reti   | Ammonizioni | Espulsioni |
| -------------- | -------- | ------- | ----------- | ---------- | ------------ | ------------ | ------------ | ------------ | -------- | ------ | ----------- | ---------- |
| N. Bedin       | ?        | ?       | ?           | ?          | ?            | ?            | ?            | ?            | ?        | ?      | ?           | ?          |
| P. Bologna     | ?        | ?       | ?           | ?          | ?            | ?            | ?            | ?            | ?        | ?      | ?           | ?          |
| D. Bucovaz     | ?        | ?       | ?           | ?          | ?            | ?            | ?            | ?            | ?        | ?      | ?           | ?          |
| E. Buiatti     | ?        | -?      | ?           | ?          | ?            | -?           | ?            | ?            | ?        | -?     | ?           | ?          |
| T. Delli Zotti | ?        | ?       | ?           | ?          | ?            | 2            | ?            | ?            | ?        | 2+     | ?           | ?          |
| S. Di Filippo  | ?        | ?       | ?           | ?          | ?            | 1            | ?            | ?            | ?        | 1+     | ?           | ?          |
| P. Domini      | ?        | ?       | ?           | ?          | ?            | ?            | ?            | ?            | ?        | ?      | ?           | ?          |
| S. Donà        | ?        | ?       | ?           | ?          | ?            | ?            | ?            | ?            | ?        | ?      | ?           | ?          |
| M. A. José     | ?        | ?       | ?           | ?          | ?            | ?            | ?            | ?            | ?        | ?      | ?           | ?          |
| E. Lavia       | ?        | ?       | ?           | ?          | ?            | ?            | ?            | ?            | ?        | ?      | ?           | ?          |
| C. Magnani     | ?        | -?      | ?           | ?          | ?            | ?            | ?            | ?            | ?        | 0+     | ?           | ?          |
| M. Martinelli  | ?        | ?       | ?           | ?          | ?            | ?            | ?            | ?            | ?        | ?      | ?           | ?          |
| I. Mauro       | ?        | ?       | ?           | ?          | ?            | 1            | ?            | ?            | ?        | 1+     | ?           | ?          |
| L. Minisini    | ?        | ?       | ?           | ?          | ?            | ?            | ?            | ?            | ?        | ?      | ?           | ?          |
| E. Pezzarini   | ?        | ?       | ?           | ?          | ?            | ?            | ?            | ?            | ?        | ?      | ?           | ?          |
| S. Piva        | ?        | ?       | ?           | ?          | ?            | ?            | ?            | ?            | ?        | ?      | ?           | ?          |
| G. Simonato    | ?        | ?       | ?           | ?          | ?            | ?            | ?            | ?            | ?        | ?      | ?           | ?          |
| D. Simeoni     | ?        | ?       | ?           | ?          | ?            | ?            | ?            | ?            | ?        | ?      | ?           | ?          |
| E. Stabile     | ?        | ?       | ?           | ?          | ?            | 1            | ?            | ?            | ?        | 1+     | ?           | ?          |
| ?. Stefanotti  | ?        | -?      | ?           | ?          | ?            | ?            | ?            | ?            | ?        | 0+     | ?           | ?          |
| L. Tommasella  | ?        | ?       | ?           | ?          | ?            | ?            | ?            | ?            | ?        | ?      | ?           | ?          |